# Pushing Tin
Pushing Tin (bra: Alto Controle; prt: Tudo sob Controlo) é um filme estadunidense de 1999, dos gêneros comédia, drama e romance, dirigido por Mike Newell.

## Sinopse
A rivalidade entre dois controladores de voo do aeroporto de Long Island põe tudo de pernas para o ar: suas vidas, suas carreiras, seus respectivos casamentos e até o tráfego aéreo pelo qual eles devem zelar.

## Elenco
- John Cusack — Nick Falzone
- Billy Bob Thornton — Russell Bell
- Cate Blanchett — Connie Falzone
- Angelina Jolie — Mary Bell
- Jake Weber — Barry Plotkin
- Kurt Fuller — Ed Clabes
- Vicki Lewis — Tina Leary
- Matt Ross — Ron Hewitt
- Jerry Grayson — Leo Morton
- Michael Willis — Pat Feeney
- Philip Akin — Paul
- Mike O'Malley — Pete
- Neil Crone — Tom
- Matt Gordon — Ken
- Joe Pingue — Mark